# Рядовичи (Орловская область)
Рядовичи — деревня в Шаблыкинском районе Орловской области России. 
Входит в Сомовское сельское поселение в рамках организации местного самоуправления и в Сомовский сельсовет в рамках административно-территориального устройства.

## География
Расположено в 18 км к западу от райцентра, посёлка городского типа Шаблыкино, и в 80 км к западу от центра города Орёл.
В 3 км к востоку от деревни находится центр сельского поселения (сельсовета) —  село Сомово.

## Население
| 2002 | 2010 |
| ---- | ---- |
| 361  | ↘223 |

Согласно результатам переписи 2002 года, в национальной структуре населения русские составляли 100 % от жителей.